# デイヴィッド・アッシャー (天文学者)
| (9084) アクリストウ          | 1995年2月3日   |
| (10369) シンデン             | 1995年2月8日   |
| (12395) リッチ・ネルソン     | 1995年2月8日   |
| (15834) マクブライド         | 1995年2月4日   |
| (16693) モーズリー           | 1994年12月26日 |
| (22403) マンジット・ルドヘル | 1995年6月5日   |
| (26891) ジョン・バトラー     | 1995年2月7日   |
| (37678) マクルア             | 1995年2月3日   |
| (42531) マッケンナ           | 1995年6月5日   |
| (58345) ムーミントロール     | 1995年2月7日   |

デイヴィッド・ジョン・アッシャー（David John Asher, 1966年 - ）は、イギリスの天文学者。スコットランドのエディンバラ出身。
1984年からケンブリッジ大学で数学を学んだ後、1988年からはオックスフォード大学で物理学を学んで「おうし座流星群の流星物質複合体」で博士論文を取得。さらに1992年から1年間エディンバラ大学で学び、人工知能の研究でサイエンス・マスターを取得。
1993年から2年間、アングロ・オーストラリアン天文台に勤めた後、1996年に東京大学木曽観測所、1997年に通信総合研究所(鹿嶋市)に勤め、1998年からは北アイルランドのアーマー天文台に勤務し、2000年からは日本スペースガード協会の客員研究員となって現在に至っている。
アッシャーの最大の功績は、ロバート・マックノートと共に1999年に発表したダストトレイル理論である。この理論は、しし座流星群の1998年の出現状況を見事に説明するものであった。また、1999年、2001年のしし座流星群の出現予想をし、ほぼ的中させたことから一気に彼の名は有名となった。
これまでにサイディング・スプリング天文台で10個の小惑星も発見している。